# Krigsåret 1912

## Pågående krig
- Filippinsk-amerikanska kriget (1898-1913)

- Första balkankriget (1912-1913)[1]

- Italiensk-turkiska kriget (1911-1912)[2]
  - Italien på ena sidan
  - Osmanska riket på andra sidan

- Mexikanska revolutionen (1910-1917)

## Händelser

### Februari
- 12 - Puyi abdikarar som Kinas sista kejsare, Xinhairevolutionen har lyckats.
- 24 - Den osmanska flottan besegras av den italienska i Sjöslaget vid Beirut.[3]

### April
- 18 - Italienarna bombarderar Dardanellerna. Turkarna stänger sundet för navigation.[3]

### Maj
- 2 - Italienarna intar den turkiska ställningen vid Lebda i Tripolis.[3]
- 17 - Italienarna intar Rhodos.[3]

### Juni
- 13 - En turkisk-arabisk krigsstyrka slås tillbaka med stora förluster av italienarna i ett försök att återta ställningen vid Lebda.[3]

### Juli
- 8 - Italienarna intar efter häftiga strider staden Misrata.

### September
- 14 - Italienarna besätter Kasr-el-Leben och Casa Aronne.[3]
- 20 - Italienarna besätter Zanzuroasen.[3]
- 30 - Serbien och Bulgarien begär i ett gemensamt ultimatum autonomi för Makedonien.[3]

### Oktober
- 1 - Bulgarien, Serbien och Grekland mobiliserar. I Turkiet mobiliseras 1:a. 2:a och 3:e arméinspektionerna.[3]
- 8 - Montenegro förklarar krig mot Osmanska riket; början av första Balkankriget.[3]

### November
- 1 - Hela den turkiska armén besegras fullständigt efter fyra dagars strid, och tvingar retirera mot Tschataldschalinjen.[4]
- 8 - Saloniki intas av grekiska armén.[4]
- 18 - Monastir intas av serbiska armén.[4]
- 30 - I Valona proklameras Albaniens självsjändighet. En provisorisk regering tillsätts med Isamil Kemal bey som president.[3]

### December
- 4 - Överenskommelsen om stillestånd undertecknas av alla de krigförande makterna utom Grekland.[4]

### Fotnoter
1. ↑  ”World Statesmen”. http://www.worldstatesmen.org/WARS.html. Läst 28 juni 2011.
2. ↑  ”Chronological List of All Wars”. Arkiverad från originalet den 9 oktober 2014. https://web.archive.org/web/20141009082543/http://www.correlatesofwar.org/COW2%20Data/WarData_NEW/WarList_NEW.pdf. Läst 29 juni 2011.
3. 1 2 3 4 5 6 7 8 9 10 11  Almanack för alla 1917
4. 1 2 3 4  Svenska kalendern 1914